# Miguel Pablo Borgarello
Miguel Pablo Borgarello (San Vicente o Angélica, provincia de Santa Fe, 30 de junio de 1906 - Córdoba, 13 de febrero de 1995) fue un pintor, escultor, grabador y docente adoptado como sanfrancisqueño, de reconocida trayectoria provincial, nacional e internacional, que se destacó por su fina creatividad.

## Biografía

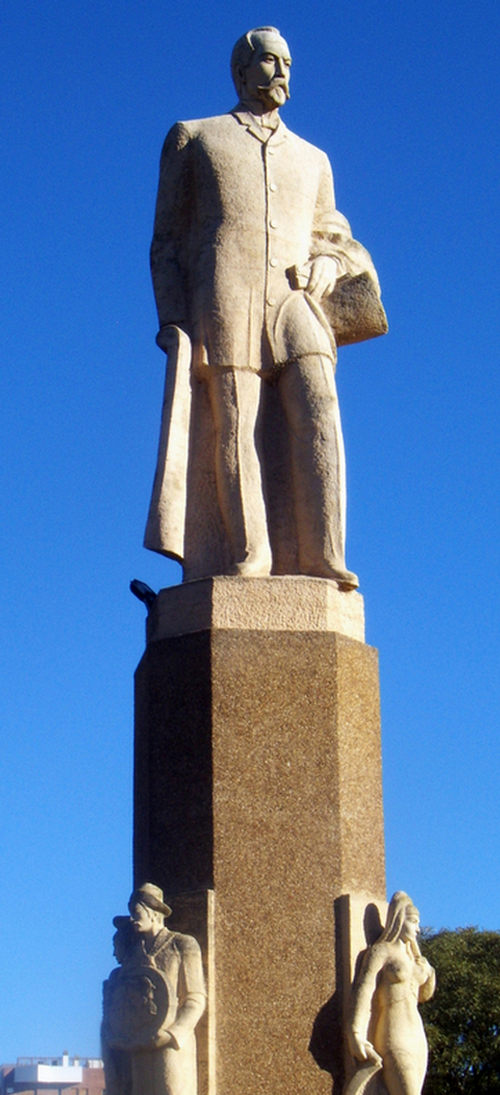
Monumento al fundador de San Francisco, José Bernardo Iturraspe, obra de Miguel Pablo Borgarello.

Miguel Pablo Borgarello era hijo de José Borgarello y Matilde Trossero. Tenía cuatro años cuando su familia se radicó en Pozo del Molle, provincia de Córdoba. 
En la Confesión autobiográfica, incluida en su libro Introducción al Arte Plástico, Borgarello afirma que comenzó a hablar bien el castellano a los quince años de edad, y que leyó más de ciento cincuenta libros de autores clásicos, que encontró abandonados en un galpón.
Tenía 21 años cuando ingresó a la Academia de Bellas Artes de Córdoba, cultivando su vocación de la mano de su maestro y amigo Carlos Camilloni; allí es donde se perfila su personalidad de manera vital y se graduó, siendo premiado en salones oficiales. Afirmaba que el arte y los artistas no tenían frontera, y que solamente existía una patria: el mundo, el universo entero.
Radicado en San Francisco, provincia de Córdoba, impulsó la creación de la Academia Municipal de Bellas Artes, siendo designado su director fundador el 15 de marzo de 1939, cargo en el que permaneció hasta 1964, desde donde desarrollará la mayor parte de su fecunda labor que le deparó importantes distinciones. 
En 1942 se casa con Elisa Amalia Damiano, escultora, pintora y profesora de arpa, violín y piano (conocida por el nombre artístico de Elisa Damar), quien lo secundará eficazmente en la dirección de la academia en los siguientes veinte años. 
La trayectoria artística de Borgarello está jalonada por innumerables premios y distinciones, a la par de los numerosos discípulos que tuvo por la importante obra docente que desarrolló a lo largo de toda su vida, siendo sus continuadores actuales.
Falleció en la Ciudad de Córdoba el 13 de julio de 1995. Sus cenizas fueron trasladadas a San Francisco el 20 de septiembre de 1998 y descansan en la cripta sur del monumento al fundador de la ciudad, José Bernardo Iturraspe, su obra escultórica más relevante.
Una de las calles de la ciudad de San Francisco que atraviesa los barrios Maipú y General Savio, lleva su nombre.

## Grabados y pinturas
Pintó retratos de importantes personalidades: el del General Juan Domingo Perón, el del vicegobernador de Córdoba, Alejandro Gallardo; el del músico español, Manuel de Falla, y el del escritor riocuartense por adopción, Juan Filloy. 
Sus obras de grabado y pintura se encuentran en numerosos museos del país y del extranjero. Existe una colección de sus grabados y pinturas, con temática argentina, en el Museo de Criptana, España. 
Otra importante colección de sus obras se encuentra en el patrimonio del Museo de la Ciudad de San Francisco, Córdoba.

## Obras escultóricas

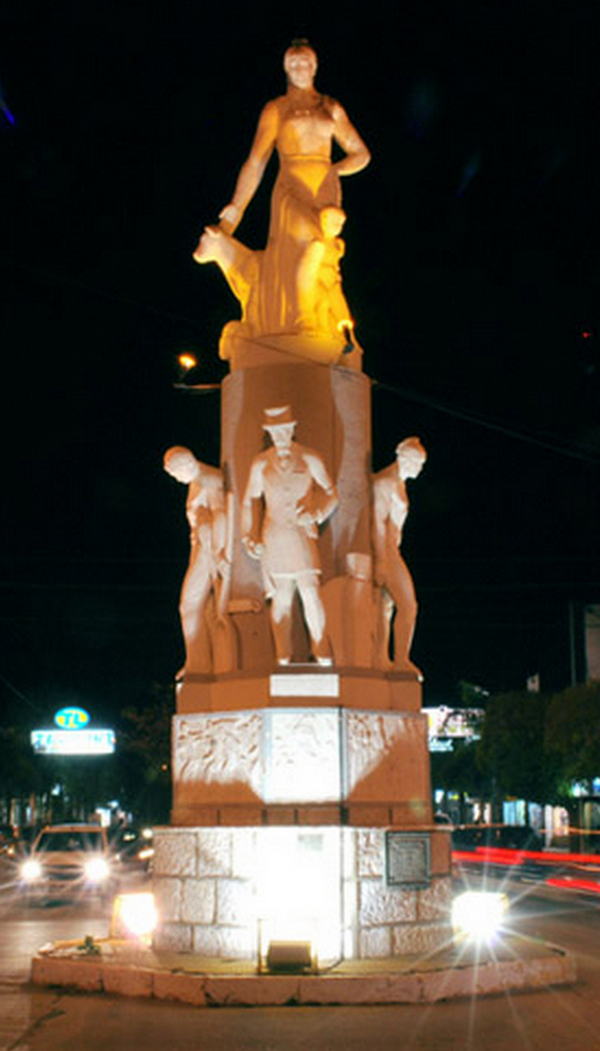
Monumento a la Madre Tierra, o Pachamama, obra de Miguel Pablo Borgarello.

Son numerosos los monumentos que llevan su impronta a lo largo del país, como el monumento a la Madre en San Francisco (1958) y la estatua del fundador de San Francisco, José Bernardo Iturraspe, de 1968. 
En 1942, como recuerdo de la celebración del cincuentenario de Porteña, esculpió el Monumento al Sembrador, realizada en piedra tallada sobre base de cemento; a la Madre Tierra o Pachamama en Morteros, en 1944, en colaboración con su esposa Elisa Damar, para la conmemoración del cincuentenario de la fundación; Al Gaucho y Al Gringo, en Devoto (1963) y al año siguiente Al Agricultor, en Laguna Larga; el Indio Bamba en 1951, en Estancia Vieja, próxima a Tanti y Carlos Paz. 
También, los monumentos a la Madre en El Trébol, San Vicente, Aldao y Angélica, y el monumento al inmigrante, en Estación Clucellas, todos en la provincia de Santa Fe. 
El arquitecto Ángel Lo Celso señala que:

el lenguaje de sus obras escultóricas tiene acento de universalidad. Justas las relaciones espaciales y la composición, conexión invariable entre volumen, huecos y espacio, sobriedad en las superficies, modelado de gran fuerza expresiva y secreta poesía que brota como un canto en cada obra.